# オリーブ牛
オリーブ牛（オリーブぎゅう、Olive fed Wagyu Beef、Olive Beef）は香川県のブランド牛である。

## 概要
オリーブ牛は、出荷前2か月以上の期間に渡って、1日1頭あたり100グラム以上の「オリーブ飼料」を給与した讃岐牛のことを指す。
2011年7月29日に商標登録された。
もともとは小豆島、小豊島のブランド牛として、「小豆島オリーブ牛」の名称で売り出されていた。小豆島の牛は、輸送費等の観点から本州産の牛と比べると高額になってしまう。また、評価も神戸牛を初めとした本州の牛よりも低かった。これを打開するための方策として、オリーブ飼料を与えることで、より多くのオレイン酸が含まれた牛肉を生産し、価値の引き上げを図ったのが始まりである。
オリーブ飼料は香川県内のオリーブオイル生産工場でオリーブの搾りかすを天日干しして作られている。香川県小豆島は日本国内でオリーブの一大産地であり、地域の資源を有効に活用する事例となっている。また、小豆島のオリーブはブランドとしても確立されており、これを利用することで相乗効果を狙ったものでもあった。

## オリーブ飼料
1908年（明治41年）に小豆島がオリーブ栽培試験場に指定されて以来、小豆島ではオリーブが栽培されており、2014年時点では、日本国内生産の9割以上が小豆島であり、生産面積でも6割以上を占めている。
オリーブオイル生産工場ではオリーブオイル生産する際に副産物としてオリーブの搾り果汁と搾り果実が出るのだが、オリーブの実を搾って得られるオリーブオイルは重量比で1割ほどに過ぎず、6割は液体の搾り果汁で3割が固体の搾り果実であり、合わせて9割が産業廃棄物となっていた。産業廃棄物の処理にはコストがかかる。東洋オリーブ（小豆島町）では搾り果汁はそのまま排水として流し、搾り果実は自然発酵させた後に堆肥として利用していたが、オリーブオイル生産量の増加に伴いこれらの量も増加、香川県の排水の処理基準が厳しくなったことと合わせて処理方法の見直しを図ることになった。搾り果汁は有色であるため、そのまま拝趨すると海水の濁りの原因ともなる。そこで、果汁を中和、漂白や固形分の吸着などの処理を行い、無色にしてから流す方法に変更された。搾り果実については、日本国以外ではボイラーの燃料として再利用する例もあるが、日本国内には搾り果実を燃料として使用できるようなボイラーが稼働していなかった。そこへ、小豆島の畜産農家から求められ、搾り果実を飼料の原料として提供した。これがオリーブ飼料のはしりであり、オリーブ牛のはじまりとなった。
東洋オリーブでは乾燥機を導入し、東洋オリーブ社内で搾り果実の乾燥を行って肥育農家へ渡すようになった。当初の乾燥機は簡易的なものであって温度や乾燥時間など手動で設定していたこともあり、仕上がりにムラがあったが、後に香川県のオリーブ飼料増産事業の補助金を受けて全自動の乾燥機を導入している。これによってオリーブ飼料の均質化、製造量増加にも成功した。
当初、東洋オリーブは、オリーブ飼料を無償で搾り果実を提供していたが、オリーブ飼料をJAに販売し、JAが肥育農家に販売するという形をとっている。ただし、東洋オリーブからJAへの販売価格はほとんどコストの価格分のみ（主に人件費と減価償却費）であり、オリーブ飼料販売による東洋オリーブの利益はほとんどない。しかしながら、上述のように産業廃棄物として処分するコストは、経営上では大きなマイナスとなるため、このマイナス分を無くすということで大きな利益を上げているととれる。
廃棄物となっていた搾り果実をオリーブ飼料へ転用したことによって、新しく地域内で経済循環が生まれ、廃棄物が資源となって再利用されることで環境汚染を防止し、新しく持続性のある環境循環が生まれたのである。
なお、オリーブ飼料の提供は、挙げた東洋オリーブ以外にも、アグリオリーブ小豆島、法美匠、瀬戸内オリーブの計4社が行っている。東洋オリーブは、小豆島と小豊島にのみ供給を行っており、他の3社は、香川県全県に供給している。また、法美匠は、特定非営利活動法人の障害者福祉サービス事業所である。

## ブランド化
讃岐牛と比べた場合、オリーブ牛は、卸値で1頭あたり6万円から8万円、小売値では100gあたり150円から200円程高値で売買されている。
ただの和牛ではなく、「健康的な」和牛であることをセールスポイントとなり、消費者の健康志向と合わせて、ブランド力が付随したものと考えられる
高付加価値化が実現したこともあって、これまで讃岐牛を肥育していた農家がオリーブ牛の肥育に転向したことで、オリーブ牛の肥育頭数は拡大している。2012年には1100頭だったものが、2016年には2277頭と倍増している。これには当初は小豆島のみで肥育していたオリーブ牛が香川県全域で肥育されるようになったことも挙げられる。
また、販売認定が安価に設定、讃岐牛は入会金が20万円、年会費が2万円だったが、オリーブ牛は入会金2万円、年会費5千円と大幅な引き下げを行うことで、オリーブ牛を取り扱う店を多くすることに貢献している。オリーブ牛を販売する店が多くなることで、ブランドとしての認知度向上につながっている。
2016年度の香川県産品認知度調査結果では、オリーブ牛の香川県内における認知度は86.7%と非常に高く、香川県産ブランド品としては第1位であり、一般品目としても讃岐うどん、ハマチ・ブリ類に次ぐ第3位となっている。
オリーブ牛は日本国内での消費がほとんどである。JA香川県、JA全農ミートフーズを通じてシンガポールやアメリカ合衆国へも輸出されているが、2017年時点ではシンガポールへは月に1頭分程度であり重要なマーケットにはなっていない。2017年時点では香川県内での販売が中心であるが、首都圏向けの飲食店を対象としたセミナー、関西圏向けの卸・仲卸業者を対象としたセミナーを開催し、販売促進を図っている。

## 讃岐オリーブ牛振興会
讃岐オリーブ牛振興会は、流通業者、JA、オリーブ牛畜産家、香川県、レストラン等の調理業者が一体となった団体であり、オリーブ牛のPR活動や販売戦略構想を担当している。

## 歴史
讃岐牛は1988年に商標登録されたが日本各県のブランド牛と比べると苦戦していた。
2007年10月に、鳥取県で開催された第9回全国和牛能力共進会において、初めてオレイン酸含有量が、順位決定の要素として取り入れられた。香川県小豆島の肥育農家石井正樹は、これに着目し、小豆島名産品のオリーブは多くのオレイン酸を含有していることに注目した。石井は小豆島のオリーブオイル生産工場から搾り果実を分けてもらったが、渋くてそのままでは飼料にならなかった。石井は渋柿を干し柿にすれば渋くなくなることから、同様に搾り果実を天日干しすることで渋みを抜いて牛の嗜好に合った飼料とした。こうやって誕生したオリーブ飼料を給与した肥育牛を兵庫県加古川食肉地方卸売市場へ出荷したところ、高い評価を得た。
2010年には、石井がを中心となり「小豆島オリーブ牛研究会」を立ち上げ、翌2011年からは、地元の土庄町内の小中学校の学校給食でオリーブ牛を提供するようになった。
2011年に浜田恵造香川県知事は「うどん県。それだけじゃない香川県」プロジェクトを打ち出し、香川県の農産物のブランド力の強化に乗り出した。小豆島オリーブ牛も、この時に香川県ブランドの強化対象として位置づけられた。

## 受賞歴
- 去勢肥育牛（第9区）優等賞、一等賞
- 第11回全国和牛能力共進会出品「脂肪の賞」　受賞